# Rudolf Kassner
Rudolf Kassner (Groß-Pawlowitz, 11 settembre 1873 – Sierre, 1º aprile 1959) è stato uno scrittore austriaco.

## Biografia
Nato a Groß-Pawlowitz, oggi Velké Pavlovice, in Moravia, allora nell'Impero absburgico, fu il settimo dei dieci figli di Oskar Kassner, un imprenditore che, poco dopo la nascita di Rudolf, si trasferì con la famiglia in un villaggio presso Nikolsberg, nel sud dell'Austria, dove impiantò uno zuccherificio. I suoi figli, istruiti da precettori privati, frequentarono poi le scuole secondarie di Nikolsberg, vivendo tutta l'adolescenza nella quieta campagna austriaca.
Iscrittosi nel 1892 nell'Università di Vienna, Kassner vi studiò filologia, latino e filosofia, passando un anno, dal 1895 al 1896, a Berlino, dove subì il fascino del teatro, punto di partenza delle sue future riflessioni sulla recitazione, sulla fisiognomica e sul ruolo dell'attore. Tornato a Vienna, vi si laureò con la tesi Der ewige Jude in der Dichtung (L'eterno ebreo nella poesia): anche la sua vita somiglierà presto a quella di un ebreo errante, malgrado la poliomielite, contratta nell'infanzia, l'abbia costretto a usare le stampelle per tutta la vita. Frequenti furono infatti i viaggi da lui intrapresi tra il 1898 e il 1912, in particolare in Inghilterra.
Il suo primo libro, pubblicato nel 1900, Die Mystik, die Künstler und das Leben (La mistica, gli artisti e la vita) è un saggio su alcuni poeti inglesi del Settecento, Laurence Sterne – futuro protagonista del suo Die Chimäre (La chimera) e del quale tradusse in tedesco il Tristram Shandy - Thomas de Quincey e Thomas Hardy: anche il suo brillante senso dell'umorismo prova l'influenza esercitata su di lui dalla cultura inglese. In quell'anno Kassner si recò a Parigi, incontrandovi Thomas Eliot, Maurice Maeterlinck, Paul Valéry e André Gide, del quale tradusse in tedesco il Philoktet: il suo coinvolgimento con la cultura francese si riflette nei suoi saggi su Baudelaire, Auguste Rodin e Diderot, ma Parigi favorì anche il suo incontro con Rilke che, insieme con Hugo von Hofmannsthal, che riconobbe in lui un sodale,rappresenta certamente la figura più importante nel percorso culturale di Kassner, al quale dedicò l'ottava delle sue Duineser Elegien. A Parigi aprì le porte di casa a pochissimi dei molti che glielo chiesero: tra i pochi confidenti vi furono Friedrich Dürrenmatt e Marguerite Yourcenar.
La conoscenza di Hofmannsthal si ebbe nel 1902, a Rodaun. Ciascuno di essi apparteneva a quella generazione di austriaci che vissero la decadenza delle tradizioni imperiali, come Houston Stewart Chamberlain, il noto teorico razzista e antisemita, che egli conobbe e al quale volle presentare il suo primo libro. Nella casa viennese di Chamberlain Kassner incontrava spesso anche Ulrich von Brockdorff-Rantzau, il conte Hermann von Keyserling e Leopold von Schröder.
Nel 1905 Kassner viaggiò attraverso la Spagna e di qui si diresse a Tangeri, in Marocco. Quando suo padre si trasferì definitivamente a Vienna, nel 1906, egli lo raggiunse, ma nel 1907 era nuovamente in viaggio per l'Italia, poi in Tunisia, in Algeria e in Marocco, attraversando in automobile il Sahara. Il 16 ottobre 1908 s'imbarcò da Londra per l'India, sbarcando a Bombay: conosciuto il maharaja di Kapurthala, lo accompagnò in quella città il 24 novembre 1908 per prendere parte ai festeggiamenti in occasione del compleanno del principe indiano.
Da lì si recò a Lahore e a Peshawar, raggiungendo infine Lucknow: il 3 dicembre, in un incidente ferroviario, perse il bagaglio e dieci giorni dopo raggiunse Benares attraverso Allahabad. Tornò poi a Calcutta, dove incontrò casualmente Stefan Zweig. Ripartito il 1º gennaio 1909 per Darjeeling, ammirò il Kanchenjonga. Preso il piroscafo per la Birmania, raggiunse la frontiera cinese e poi, nuovamente da Calcutta, visitò Colombo e di qui passò a Madras il 24 febbraio. Il 6 marzo era a Bombay da dove lasciò l'India per l'Egitto, imbarcandosi per Roma e soggiornando il resto dell'anno in Italia.
L'esperienza fatta in India influenzò profondamente Kassner che affermò di essere divenuto un filosofo proprio grazie agli indiani. Oltre a due sue opere specifiche sull'India, temi indiani ricorrono costantemente nei suoi scritti.
Nel maggio 1911 partì da Vienna per San Pietroburgo, andando poi a Mosca e di qui, lungo il Volga, fino a Saratov. Si spinse poi a sud, raggiungendo Jalta e Kieslovodsk, a nord del Caucaso, che attraversò in automobile, costeggiando po il Mar Caspio fino in Turkestan. Tornato a Berlino nell'ottobre del 1911, dopo un nuovo breve soggiorno a San Pietroburgo e a Mosca, cominciò a tradurre in tedesco Puškin, Gogol', Dostoevskij e Tolstoj.
Durante gli anni della prima guerra mondiale Kassner studiò matematica e fisica, avendo riconosciuta l'importanza delle opere, appena pubblicate, di Einstein, che egli aveva incontrato una volta a Vienna, e cercò di interpretare, a suo modo, la nozione di spazio quadridimensionale, il concetto di numero e le nuove idee della fisica relativistica.
Il suo libro Zahl und Gesicht (Numero e volto), pubblicato nel 1919, è il risultato di questo profondo impegno. In questo periodo incontrò più volte a Berlino Georg Simmel, Gerhart Hauptmann e Walther Rathenau. Seguì la pace, la dissoluzione dell'Impero absburgico e la lunga crisi economica. Kassner viaggiò ancora: nel 1924 e nel 1931 fu a Roma, dal 1926 al 1931 si recò ogni anno a Parigi e passò ogni fine estate nel castello di Schönhausen, ospite della principessa Herbertin Bismarck e continuò a pubblicare nuovi libri.
Kassner si era sposato nel 1914 con una donna ebrea che fu costretta ad abbandonare l'Austria quando questa fu annessa alla Germania, e questo spiega il motivo per il quale dal 1938 a Kassner fu proibito di pubblicare nuovi libri, anche se i suoi libri già pubblicati poterono continuare a circolare liberamente. Dall'Anschluss fino alla fine della seconda guerra mondiale Kassner rimase a Vienna, scrivendo l'opera monumentale Das neunzehnte Jahrhundert: Ausdruck und Größe (L'Ottocento: espressione e grandezza). Nell'immediato dopoguerra si trasferì in Svizzera, vivendo a Sierre, nel Cantone Vallese, dove aveva vissuto l'amico Rilke; Kassner fu lettore nell'Università di Zurigo, nel 1949 ricevette il premio «Gottfried Keller» e, in Austria, nel 1953, il «Gran Premio di Stato» per la Letteratura, oltre al «Schiller Memorial» dal Land del Baden-Württemberg nel 1955. Egli continuò a scrivere fino alla morte, avvenuta dopo un lungo periodo di malattia, il 1º aprile 1959.

## Scritti
- Der ewige Jude in der Dichtung, 1897
- Die Mystik, die Künstler und das Leben, 1900
- Der Tod und die Maske: Gleichnisse, 1902
- Motive: Essays, 1906
- Melancholia: eine Trilogie des Geistes, 1908
- Der Dilettantismus, 1910
- Von den Elementen der menschlichen Groesse, 1911
- Der indische Gedanke, 1913
- Die Chimäre, 1914
- Zahl und Gesicht: nebst einer Einleitung. Der Umriss einer Universalen Physiognomik, 1919
- Die Grundlagen der Physiognomik, 1922
- Die Verwandlung, 1925
- Die Mythen der Seele, 1927
- Narciss: oder Mythos und Einbildungskraft, 1928
- Physiognomik, 1932
- Der Gottmensch, 1938
- Transfiguration, 1946
- Die zweite Fahrt, 1946
- Das neunzehnte Jahrhundert. Ausdruck und Grösse, 1947
- Die Geburt Christi, 1951
- Das inwendige Reich: Versuch einer Physiognomik der Ideen, 1953
- Das Antlitz des Deutschen in fünf Jahrhunderten deutscher Malerei, 1954
- Buch der Erinnerung, 1954
- Der goldene Drachen, 1957
- Geistige Welten, 1958